# Macskarisztokraták
A Macskarisztokraták (eredeti cím: The Aristocats) 1970-ben bemutatott amerikai rajzfilm, amely Tom McGowan és Tom Rowe regénye alapján készült. A 20. Disney-film rendezője Wolfgang Reitherman. Az animációs játékfilm producerei Winston Hibler és Wolfgang Reitherman. A forgatókönyvet Ken Anderson, Larry Clemmons, Eric Cleworth, Vance Garry, Julius Svendsen, Frank Thomas és Ralph Wright írta, a zenéjét George Bruns szerezte. A mozifilm a Walt Disney Productions gyártásában készült, a Buena Vista Distribution forgalmazásában jelent meg. Műfaja zenés kalandos romantikus filmvígjáték. Az egyik főhős (angol nyelvű) hangját a rajzfilmben Gábor Éva amerikai-magyar színésznő adta, Gábor Zsazsa testvére.
Amerikában 1970. december 11-én, Magyarországon 1994. március 31-én mutatták be a mozikban. A magyar változatot VHS-en, DVD-n és Blu-rayen is kiadták.
Ez az első olyan animációval készült mozifilm, amelyben már nem működött közre Walt Disney.

## Cselekmény
A történet 1910-ben játszódik. Egy kedves és hóbortos párizsi milliomosnő közzéteszi végrendeletét, mely szerint minden vagyonát macskáira, Hercegnőre és kölykeire hagyja. A hoppon maradt, pénzsóvár komornyik dühös, mert nem rá hagyják az örökséget. Így cselt sző az örökösök ellen. Éjszaka elviszi a cicákat messzire otthonuktól, mire a gazdájuk kétségbeesetten keresi őket. A cicák nagyon félnek, mert nem tudják hogy hova keveredtek. Ám Thomas O'Pamacska, a verekedős háztetőzenész dzsesszbandájával a bájos macskahölgy és cicái, Marie, Toulouse és Berlioz segítségére siet. Rengeteg kalandon mennek keresztül, de végül hazajutnak a kiscicák, Hercegnővel, és az új apukájukkal, Thomas O'Pamacskával. Végül a komornyikot is megleckéztetik gaztetteiért, a többi állat segítségével.

## Szereplők
| Szereplő                             | Eredeti hang                  | Magyar hang                       | Leírás |
| ------------------------------------ | ----------------------------- | --------------------------------- | --- |
| Thomas O'Pamacska                    | Phil Harris                   | Koós János                        | Párizs leghíresebb barátságos kóbor macskája, a film főhőse, Hercegnő és cicáinak a barátja, de később a film végén a család feje lesz. |
| Hercegnő                             | Gábor Éva Robie Lester (ének) | Csere Ágnes Császár Angela (ének) | Az elbűvölő nőstény angóra macska, Madame Adelaide Bonfamille macskája, a kiscicák mamája.                                              |
| Toulouse                             | Gary Dubin                    | Gerő Gábor                        | Egy vörös kiscica, Hercegnő idősebbik fia.                                                                                              |
| Berlioz                              | Dean Clark                    | Gallus Attila                     | Egy fekete kiscica, Hercegnő kisebbik fia.                                                                                              |
| Marie                                | Liz English                   | Simonyi Piroska                   | Egy fehér kiscicalány, Hercegnő középső és egyetlen lánya, Toulouse és Berlioz húga.                                                    |
| Edgár Baltazár                       | Roddy Maude-Roxby             | Gruber Hugó                       | A gonosz, pénzsóvár inas, aki el akarja vinni Hercegnőt és a kiscicáit messzire az otthonuktól.                                         |
| Madame Adelaide Bonfamille           | Hermione Baddeley             | Kassai Ilona                      | A milliomos idős hölgy, Hercegnőnek és a kiscicáinak a gazdája.                                                                         |
| Georges Hautecourt (Zsorzs Vénkujon) | Charles Lane                  | Kenderesi Tibor                   | Madame Adelaide Bonfamille idősebb ügyvédje.                                                                                            |
| Roquefort                            | Sterling Holloway             | Kerekes József                    | Egy házi egér, a macskák legjobb barátja.                                                                                               |
| Sicc-vicc                            | Scatman Crothers              | Szerémi Zoltán                    | Thomas legjobb barátja, a kóbor macskák bandavezére, aki szeret trombitálni.                                                            |
| Kínai macska                         | Paul Winchell                 | Kokas László                      | Sicc-vicc bandatagja, egy sziámi macska, aki szeret ütőhangszerezni és zongorázni is.                                                   |
| Angol macska                         | Lord Tim Hudson               | Kokas László                      | Sicc-vicc bandatagja, aki szeret gitározni.                                                                                             |
| Olasz macska                         | Vito Scotti                   | Laklóth Aladár                    | Sicc-vicc bandatagja, aki szeret harmonikázni.                                                                                          |
| Orosz macska                         | Thurl Ravenscroft             | Deák Mihály                       | Sicc-vicc bandatagja, egy szibériai macska, aki szeret nagybőgőzni.                                                                     |
| Napoleon                             | Pat Buttram                   | Balázs Péter                      | Egy véreb, aki Lafayette-tel megtámadja Edgárt.                                                                                         |
| Lafayette                            | George Lindsey                | Beregi Péter                      | Egy basset hound, Napóleon beosztottja, aki szeret sokat harapdálni.                                                                    |
| LibAmelia                            | Monica Evans                  | Papp Ágnes                        | A liba ikernővérek, akik vele együtt viszi el a macskákat Párizsba.                                                                     |
| LibAbigail                           | Carole Shelley                | Czigány Judit                     | |
| Waldo bácsi                          | Bill Thompson                 | Maros Gábor                       | LibAmelia és LibAbigail részeges nagybátyja.                                                                                            |
| Frou-Frou                            | Nancy Kulp Ruth Buzzi (ének)  | Bencze Ilona                      | Egy kocsihúzó kanca ló, Roquefort és a macskák barátja.                                                                                 |
| Tejes                                | Peter Renaday                 | Gyürki István                     | Egy mogorva tejszállító férfi, aki utálja a macskákat.                                                                                  |
| Szakács                              | Peter Renaday                 | Áron László                       | A Le Petit Café szakácsa, aki kiűzte Waldo bácsit a konyhából.                                                                          |
| Csomagszállítók                      | Peter Renaday                 | Rudas István Wohlmuth István      | A két ember, akik csomagokat szállítanak.                                                                                               |

## Betétdalok

### Filmzene
| Magyar                                 | Magyar                                                                                           | Angol                                | Angol                                                                                             |
| Dal                                    | Előadó                                                                                           | Dal                                  | Előadó                                                                                            |
| -------------------------------------- | ------------------------------------------------------------------------------------------------ | ------------------------------------ | ------------------------------------------------------------------------------------------------- |
| Macskarisztokraták                     | Macskarisztokraták                                                                               | The Aristocats                       | Maurice Chevalier                                                                                 |
| Skálák és Arpeggio-k                   | Simonyi Piroska Gallus Attila Császár Angela Gerő Gábor                                          | Scales and Arpeggios                 | Liz English Dean Clark Gary Dubin Robie Lester                                                    |
| Thomas O'Pamacska                      | Koós János                                                                                       | Thomas O'Malley Cat                  | Phil Harris                                                                                       |
| Minden ember macska nem lehet          | Koós János Szerémi Zoltán Deák Mihály Laklóth Aladár Kokas László                                | Everybody Wants to Be a Cat          | Phil Harris Scatman Crothers Thurl Ravenscroft Vito Scotti Paul Winchell Lord Tim Hudson          |
| Ha egy kandúr udvarol                  | Császár Angela                                                                                   | She Never Felt Alone                 | Robie Lester                                                                                      |
| Minden ember macska nem lehet (finálé) | Koós János Szerémi Zoltán Deák Mihály Laklóth Aladár Kokas László Pregitzer Fruzsina Maros Gábor | Ev'rybody Wants to Be a Cat (finale) | Phil Harris Scatman Crothers Thurl Ravenscroft Vito Scotti Paul Winchell Ruth Buzzi Bill Thompson |

### Slágerlista
| A filmzene magyarul is megjelent 1994-ben, amikor először jelent meg a rajzfilm VHS-en. | |
| --- | --- |
| \| 1. Macskarisztokraták 2. Minden kultúrmacska tudja 3. Thomas O'Pamacska dala 4. Minden ember macska nem lehet 5. Lágy melódia 6. Macskaszerelem 7. Az álnok komornyik 8. A macska kilenc élete \| 1. Liba-risza 2. A szélmalom – Az álnok komornyik 3. Blues 4. Macskajaj 5. Akkordok kékben 6. Kedves dallam 7. Két kutya és a motorbicikli 8. Minden ember macska nem lehet (reprise) \| | |
| 1. Macskarisztokraták 2. Minden kultúrmacska tudja 3. Thomas O'Pamacska dala 4. Minden ember macska nem lehet 5. Lágy melódia 6. Macskaszerelem 7. Az álnok komornyik 8. A macska kilenc élete | 1. Liba-risza 2. A szélmalom – Az álnok komornyik 3. Blues 4. Macskajaj 5. Akkordok kékben 6. Kedves dallam 7. Két kutya és a motorbicikli 8. Minden ember macska nem lehet (reprise) |

## Televíziós megjelenések
- Viasat 3, RTL Klub, Paramount Channel (később), Film+
- Paramount Channel (korábban)